# Kisii
Kisii è una città del Kenya, capoluogo dell'omonima contea.